# Nico Giraldi
Nico Giraldi è un personaggio cinematografico ideato dallo sceneggiatore Mario Amendola e dal regista Bruno Corbucci. Protagonista di undici film usciti tra il 1976 e il 1984, è un ex ladro divenuto dapprima maresciallo della Polizia di Stato, poi ispettore.

## Personaggio
(Nico Giraldi in Assassinio sul Tevere)
(Nico Giraldi in Squadra antifurto)
Giraldi è nato a Roma, nel quartiere di Tor Marancia il 3 marzo 1945, figlio di un ladro e truffatore detto "Er Gratta", molto noto nella malavita romana, morto nel corso di un crimine per salvare un amico detto "Er Frascatano" e di una prostituta di cui non viene mai svelato il nome, deceduta, in circostanze non chiarite. Perde i genitori in giovane età e trascorre del tempo in un orfanotrofio, nel quale gli verrà imposto di frequentare la chiesa e di servire messa come chierichetto. Frequenta inoltre, in giovane età, uno stabilimento fluviale sul Tevere (il "Circolo della Famiglia Tiberina"), di proprietà di un amico detto "Er Pinna" (che diverrà suo suocero nel 1979), durante i periodi di detenzione del padre. Della sua famiglia si conosce inoltre l'esistenza di uno zio, di nome Augusto, anch'egli malvivente, che non appare mai sullo schermo.
Anche Nico inizia la carriera delinquenziale e si guadagna il soprannome di "Nico er Pirata". Dopo vari arresti e detenzioni in riformatorio minorile e carcere si ravvede, entra nella polizia e diventa maresciallo. Grazie alle sue conoscenze nell'ambito criminale romano e alla sua astuzia, riesce a risolvere molti casi intricati. Nel 1981 per via della smilitarizzazione del corpo delle Guardie di Pubblica Sicurezza, il grado di maresciallo si trasforma in ispettore. Sarà inoltre occasionalmente impegnato in operazioni speciali sotto copertura con l'Interpol.
Nelle versioni in lingua tedesca dei film, Nico Giraldi viene chiamato Tony Marroni.

## Caratteristiche
Nico si distingue soprattutto per l'abbigliamento anticonformista (che diverrà sempre più vistoso nel corso della serie) e il linguaggio vernacolare romanesco pieno di turpiloquio. Ha spesso una sigaretta accesa, barba e capelli lunghi (inizialmente abbastanza lisci, poi ricci); nel film di debutto si presenta con un abbigliamento relativamente sobrio, con giubbotto e jeans scuri, scarpe da ginnastica chiare nonché calzini e un cappello di lana variopinti, fino ad arrivare, in Squadra antitruffa, all'indumento più iconico del personaggio, ovvero una tuta blu da meccanico; sono ricorrenti occhiali Ray-Ban Aviator, scarpe da ginnastica, guanti, sciarpe variopinte e svariati copricapo tra cui bandana, basco, cappelli di lana multicolore o chullo, a seconda della stagione e della situazione. Lo si vede anche talvolta indossare una tuta da aviatore. L'abbigliamento varia considerevolmente a seconda delle circostanze; per esempio, in Squadra antigangsters e in altri film dove indaga sotto copertura, porta camicie, giacche, completi gessati, vari cappelli, simili ai modelli fedora e panama; in Squadra antimafia e Delitto al ristorante cinese indossa una bandana e non porta guanti e sciarpa.
È fan di Sylvester Stallone e del personaggio cinematografico Rocky Balboa, tanto da dare il nome Rocky al figlio. Prova ammirazione anche per Al Pacino nel film Serpico, di cui ha dato il nome al suo topolino domestico e del quale ha affissi numerosi poster in casa sua. In Squadra antiscippo ha anche un canarino (che chiama tenente Sheridan) e dei pesci rossi (chiamati pesciolini della squadra omicidi).
Giraldi non esita a utilizzare spesso metodi poco ortodossi, fino a ricorrere talvolta alle vie di fatto e anche a operare al di fuori della legge per giungere alla soluzione dei casi. Mostra notevole verve atletica, producendosi, oltre che in risse a mani nude, in spettacolari inseguimenti a piedi e perfino in pattini a rotelle (in Delitto a Porta Romana); in diversi film lo si vede ballare vari generi musicali; è inoltre un provetto guidatore di moto (Squadra antiscippo), camion (Delitto sull'autostrada) e automobili (compresa una circostanza in cui lo si vede pilotare un'auto da corsa in Delitto in Formula Uno e una in cui si produce in un inseguimento guidando con una gamba ingessata in Delitto al ristorante cinese). Inoltre, ha conseguito un brevetto di pilota di elicotteri, su insistenza del suo superiore Commissario Trentini, che si rivelerà provvidenziale nelle fasi finali delle indagini di un caso.
Pur non mostrandosi dedito a qualche particolare attività sportiva, tiene alla sua forma e se ne preoccupa, tanto da autoimporsi una dieta, notando un accenno di pancia, seguita tuttavia con poca convinzione.
Abita al centro di Roma, sebbene non vi sia consistenza sul luogo preciso a causa delle location multiple utilizzate dai vari film. Comunque, dopo il matrimonio, sono ricorrenti scene casalinghe (con Castel Sant'Angelo, il Tevere e la basilica di San Pietro a fare da sfondo dalle finestre) che collocano la sua abitazione presso piazza di Ponte Sant'Angelo.
In Delitto al ristorante cinese, inoltre, lo si vede intento a costruire abusivamente una casa nelle campagne fuori città.

## Famiglia

Nico Giraldi e Anna Danti nel film Delitto sull'autostrada

Nico e la signora Eleonora Ruffini nel film Assassinio sul Tevere

Giraldi è tratteggiato come un donnaiolo impenitente; non disdegna avventure anche con donne non particolarmente avvenenti, e ricorre talvolta alla seduzione come arma investigativa. La sua irresistibile attrazione per l'altro sesso non cesserà neanche dopo il matrimonio, anzi, in un'occasione verrà colto in flagrante dalla moglie Angelina in atteggiamenti equivoci con un'indagata, mentre nel film Delitto sull'autostrada intratterrà una relazione extraconiugale con la cantante Anna Danti (interpretata da Viola Valentino) che lo porterà a un passo dalla separazione, scongiurata per l'intervento del figlio Rocky.
In Squadra antifurto, ancora scapolo, si propone di sposare Vanessa (Lilli Carati), un'attraente assistente di volo conosciuta perché vittima di un furto d'auto. Tuttavia, sebbene alla fine della storia Nico torni da lei, il personaggio non ricompare nelle pellicole successive.
In Assassinio sul Tevere Giraldi si imbatte di nuovo in Angelina Proietti, persa di vista da tempo e figlia di "Er Pinna", un ladruncolo amico di Nico fin dalla gioventù (interpretato da Enzo Liberti, che compare solo in questo episodio). La sposerà alla fine del film, dopo averle scagionato il padre da un'accusa di omicidio. Angelina, interpretata da Roberta Manfredi in questo film e poi nei successivi cinque da Olimpia Di Nardo, ha un fratello, Fabrizio (Sergio Di Pinto), che vive rubando auto e commettendo altri piccoli crimini. Compare anch'egli in un solo episodio della saga, Delitto in Formula Uno (1983).
In Delitto a Porta Romana (1980), nasce il primogenito Rocky, che anni dopo diverrà anch'egli poliziotto. Quattro anni dopo, in Delitto al Blue Gay gli nasce una bambina che chiamerà Principessa.
Perderà la moglie Angelina prematuramente, e di lui non si saprà più molto, a parte che lascerà la polizia (non è dato sapere se anticipatamente, per sua volontà, o per pensionamento). Tuttavia queste notizie appaiono prive di fondamento poiché nell'ultimo film della saga, Delitto al Blue Gay (1984), Nico Giraldi è ancora in polizia e la moglie affianca ancora il marito.

## Amici e colleghi

Venticello (Bombolo), insieme a Nico Giraldi, in una scena di Delitto al Blue Gay

Nico conosce molto bene l'ambiente della mala romana, avendone fatto parte in precedenza. Sfrutta spesso la sua amicizia con i personaggi interpretati da Bombolo, legati ancora agli ambienti malavitosi, per scovare i criminali a cui sta dando la caccia. In altre circostanze, invece, sarà proprio l'amicizia con Giraldi a salvarlo da vari guai giudiziari. Bombolo, infatti, è la spalla principale di Milián nei film di Nico Giraldi, presente in tutti i film della serie eccetto Squadra antiscippo e Squadra antigangsters. Esordisce in Squadra antifurto (1976) con il personaggio del "Trippa", che compare solo nei primi minuti del film come svaligiatore di un appartamento assieme a due "colleghi". Nel film successivo, Squadra antitruffa (1977), interpreta Franco Bertarelli detto "Venticello", così soprannominato per i frequenti peti. Quest'ultimo personaggio compare anche in Squadra antimafia (1978) e in Delitto a Porta Romana. In Delitto al Ristorante Cinese, recita interpretando un ex ladro chiamato con il suo stesso nome d'arte, ossia Bombolo, per poi tornare a essere Venticello in Delitto sull'autostrada (1982), Delitto in Formula Uno (1984) e Delitto al Blue Gay (1984).
L'altra spalla di Milián-Giraldi è Enzo Cannavale, che in Squadra antimafia (1978) e in Squadra antigangsters (1979) interpreta Salvatore Esposito, un pizzaiolo napoletano emigrato in America, e in Delitto al ristorante cinese è Vincenzo, il maître del ristorante.
I superiori di Nico sono, tra gli altri: il commissario Tozzi (Roberto Messina), che in passato lo aveva arrestato durante i suoi trascorsi come ladro, attorno al 1956, il commissario Trentini (Marcello Martana) e il commissario Galbiati (Renato Mori); Giraldi si dimostrerà spesso insofferente verso l'autorità e insubordinato nei confronti dei suoi superiori, pur dimostrando integrità e gran senso del dovere, al punto da simulare, in più occasioni, un suo ritorno nel mondo della criminalità, con tanto di arresto, incarcerazione ed evasione, come parte di un piano concertato per infiltrarsi nelle organizzazioni criminali oggetto di indagini. Altri colleghi ricorrenti sono il tenente Ballarin (John P. Dulaney) e il fido aiutante brigadiere Gargiulo (Raf Luca nel primo film, Massimo Vanni negli altri).
Un personaggio minore del filone è Maria Sole Giarra (interpretata da Margherita Fumero), che compare in Squadra antimafia e Squadra antigangsters. Figlia tutt'altro che bella di un boss italo-americano (oggetto delle indagini di Nico Giraldi), Maria Sole tenta inutilmente di sedurlo, in quadretti in cui il maresciallo romano non corrisponde affatto le sue avances.

## Similitudini conEr Monnezza
Nico assomiglia in tutto e per tutto a un altro personaggio cinematografico chiamato Er Monnezza, ma non è da confondere con quest'ultimo. Sebbene abbiano lo stesso look, siano entrambi interpretati da Tomás Milián e doppiati da Ferruccio Amendola, non sono lo stesso personaggio. Infatti il Monnezza è un ladro collaboratore di giustizia, mentre Nico è un ex ladro diventato poliziotto. Altro elemento di confusione è il personaggio di Quinto Cecioni, anch'egli soprannominato Er Monnezza e interpretato da Milián, nel film Uno contro l'altro, praticamente amici, del 1981, dove però lo stesso Cecioni distingue i due personaggi dicendo che a Regina Coeli c'è finito per colpa del maresciallo Giraldi.

## Filmografia
1. Squadra antiscippo (1976)
2. Squadra antifurto (1976)
3. Squadra antitruffa (1977)
4. Squadra antimafia (1978)
5. Squadra antigangsters (1979)
6. Assassinio sul Tevere (1979)
7. Delitto a Porta Romana (1980)
8. Delitto al ristorante cinese (1981)
9. Delitto sull'autostrada (1982)
10. Delitto in Formula Uno (1984)
11. Delitto al Blue Gay (1984)

## Il sequel-remake
Nel 2005 uscì Il ritorno del Monnezza, diretto da Carlo Vanzina con Claudio Amendola (figlio di Ferruccio Amendola, doppiatore di Nico Giraldi/Tomas Milián) nei panni di Rocky Giraldi, il figlio di Nico. È un sequel-remake con numerosi richiami e riferimenti alla serie interpretata da Tomas Milián, ma senza la sua presenza sullo schermo; il film non incontrò il favore del pubblico e collezionò scarsissimi giudizi critici. Addirittura il titolo riporta erroneamente il soprannome Monnezza per indicare Nico Giraldi, avvalorando la tesi sbagliata che Nico Giraldi e il Monnezza siano la stessa persona. Lo stesso Tomas Milián ebbe giudizi molto critici sul sequel e si dichiarò dispiaciuto di non essere stato contattato per interpretare anche solo un cameo.
Enrico Vanzina, fratello del regista Carlo Vanzina e tra gli sceneggiatori del film, ha cercato di giustificarsi dando un'altra versione secondo la quale fu lo stesso attore a rifiutare la proposta di un cameo all'ultima scena, adducendo anche al fatto della difficoltà di dovere fare parlare Nico Giraldi con una voce che non fosse quella del suo doppiatore, deceduto quattro anni prima, la cui interpretazione aveva avuto un ruolo abbastanza forte per la caratterizzazione del personaggio.
Il film si chiude con una scena in cui Nico, con la voce autentica di Amendola padre (resa da materiale audio d'archivio) telefona a Rocky per congratularsi della sua promozione a vice ispettore.
Tomas Milián, in un'intervista del 2009, manifestò la volontà di girare un nuovo film con lui protagonista per "chiudere un ciclo" e riparare ai danni di immagine che il film di Vanzina aveva arrecato al personaggio. Tuttavia nulla si concretizzò, anche perché Tomas morì all'improvviso nel 2017.